# 9561 ван Ейк
9561 ван Ейк (9561 van Eyck) — астероїд головного поясу, відкритий 19 серпня 1987 року.
Тіссеранів параметр щодо Юпітера — 3,548.
Названо на честь Яна ван Ейка (нід. Jan van Eyck, бл. 1385 або 1390 — 1441) — фламандського художника раннього Відродження.